# 至上の愛〜チャーチ・コンサート〜
『至上の愛〜チャーチ・コンサート〜』（原題：Amazing Grace）は、アメリカ合衆国の歌手アレサ・フランクリンが1972年に録音・発表したライブ・アルバム。幼い頃から教会でゴスペルを歌ってきたフランクリンが、自身のルーツに回帰した作品で、ゴスペルのライブ・アルバムとしては史上最大のヒットを記録した。

## 背景
1972年1月にロサンゼルスのニュー・テンプル・ミッショナリー・バプティスト教会で行われた2日間の公演がライブ録音され、2日目にはフランクリンの父C・L・フランクリンがスピーチを行った。観客の中には、フランクリンに多大な影響を与えたゴスペル歌手クララ・ウォードや、ローリング・ストーンズのミック・ジャガーとチャーリー・ワッツもおり、ジャガーは2018年のインタビューで「その時のことはよく覚えている。本当に素晴らしいイヴェントだった。最初から最後まで魅惑的だったよ」「チャーリーやビリー・プレストンも誘ったけど、実際にビリーも来ていたかどうかは覚えていない」と語っている。「生命は永遠に」は、フランクリンが1956年に録音し、デビュー・シングルに採用された曲の再演である。
オリジナルLPの曲順は、実際のコンサートとは異なっており、1月13日の公演から4曲が採用され、残りは1月14日の録音が使用された。

## 反響
母国アメリカでは総合アルバム・チャートのBillboard 200で7位に達し、『ビルボード』のR&Bアルバム・チャートでは2位を記録した。1992年8月にはRIAAによってダブル・プラチナの認定を受けた。

## 評価
第15回グラミー賞では、本作および収録曲「尊きおもいで」が最優秀ソウル・ゴスペル・パフォーマンス賞にノミネートされ、最終的には本作が同賞を受賞した。『ローリング・ストーン』誌が選出した「歴代最高のアルバム500」（2020年改訂版）では154位にランク・イン。
ロン・ウィンはオールミュージックにおいて5点満点中4.5点を付け「彼女の"How I Got Over"や"You've Got a Friend"は伝説的である」と評している。また、ロバート・クリストガウは本作にBプラスを付け「教会で録音された、この2枚組LPには、ここしばらくのアレサにはなかった純粋さと情熱があるとはいえ、抑制されたリズム・セクションや、ありがちなコール・アンド・レスポンスは、目的意識に欠け感動的ではない」と評している。

## リイシュー
1999年に2枚組CDとして発売された『完全版』は、ディスク1に1月13日の公演、ディスク2に14日の公演の全貌が収録された。なお、『完全版』に収録されたジョージ・ハリスンの曲「マイ・スウィート・ロード」は、ショウの本編終了後に演奏されたインストゥルメンタルである。
2019年3月22日には、『完全版』が4枚組LPとしても発売された。

## ドキュメンタリー映画
本作に収録された公演は、シドニー・ポラックによる撮影も行われ、『スーパーフライ』と同時上映という形で劇場公開する計画もあったが、映像と音声が一致しないという技術的問題により未公開となった。その後、アトランティック・レコードのスタッフ出身のプロデューサー、アラン・エリオットが修復の作業を行い、2010年頃には修復が完了したが、フランクリン自身は公開を許可せず、フランクリンの死後の2018年、遺族の許可を得てドキュメンタリー映画『アメイジング・グレイス/アレサ・フランクリン』として劇場公開に至った。

## 収録曲

### オリジナルLP
サイド1
1. マリーよ泣くなかれ - "Mary Don't You Weep" (Inez Andrews) - 7:29
2. 尊き主よ我が手を/きみの友だち - "Medley: Precious Lord, Take My Hand / You've Got a Friend" (Thomas A. Dorsey/Carole King) - 5:34
3. オールド・ランドマーク - "Old Landmark" (A.M. Bruner) - 3:40
4. イエスに我がすべてを - "Give Yourself to Jesus" (Robert Fryson) - 5:16

サイド2
1. ハウ・アイ・ゴット・オーヴァー - "How I Got Over" (Clara Ward) - 4:22
2. いつくしみ深き友なるイエス - "What a Friend We Have in Jesus" (Traditional) - 6:03
3. 至上の愛 - "Amazing Grace" (Traditional) - 10:45

サイド3
1. 尊きおもいで - "Precious Memories" (Traditional) - 7:20
2. 高き山に登らん - "Climbing Higher Mountains" (Traditional) - 2:32
3. C.L.フランクリン師の言葉 - "Remarks by Reverend C.L. Franklin" - 1:56
4. 神は汝を導きたもう - "God Will Take Care of You" (Traditional) - 8:48

サイド4
1. ホーリー・ホーリー - "Wholy Holy" (Marvin Gaye, Al Cleveland, Renaldo Benson) - 5:30
2. 淋しくはないはず - "You'll Never Walk Alone" (Richard Rodgers, Oscar Hammerstein II) - 6:31
3. 生命は永遠に - "Never Grow Old" (Traditional) - 9:57

### 完全版

#### ディスク1
1. オルガン・イントロダクション（オン・アワ・ウェイ） - "Organ Introduction (On Our Way)" (Traditional) - 1:34
2. オープニング・リマークス - "Opening Remarks" - 1:36
3. オン・アワ・ウェイ - "On Our Way" (Traditional) - 1:58
4. アレサズ・イントロダクション - "Aretha's Introduction" - 2:14
5. ホーリー・ホリー - "Wholy Holy" (M. Gaye, A. Cleveland, R. Benson) - 6:55
6. 淋しくはないはず - "You'll Never Walk Alone" (R. Rodgers, O. Hammerstein II) - 8:26
7. いつくしみ深き友なるイエス - "What a Friend We Have in Jesus" (Traditional) - 5:56
8. 尊きおもいで - "Precious Memories" (Traditional) - 9:02
9. ハウ・アイ・ガット・オーヴァー - "How I Got Over" (C. Ward) - 5:30
10. 尊き主よ我が手を/きみの友だち - "Precious Lord, Take My Hand/You've Got a Friend" (T. A. Dorsey/C. King) - 8:37
11. 高き山に登らん - "Climbing Higher Mountains" (Traditional) - 3:01
12. 至上の愛（アメイジング・グレイス） - "Amazing Grace" (Traditional) - 16:10
13. マイ・スウィート・ロード - "My Sweet Lord" (George Harrison) - 2:02
14. イエスに我がすべてを - "Give Yourself to Jesus" (R. Fryson) - 5:19

#### ディスク2
1. オルガン・イントロダクション（オン・アワ・ウェイ）/オープニング・リマークス - "Organ Introduction (On Our Way)/Opening Remarks" (Traditional) - 2:32
2. オン・アワ・ウェイ - "On Our Way" (Traditional) - 3:01
3. アレサズ・イントロダクション - "Aretha's Introduction" - 2:59
4. いつくしみ深き友なるイエス - "What a Friend We Have in Jesus" (Traditional) - 6:18
5. ホーリー・ホリー - "Wholy Holy" (M. Gaye, A. Cleveland, R. Benson) - 5:46
6. 高き山に登らん - "Climbing Higher Mountains" (Traditional) - 5:25
7. 神は汝を導きたもう - "God Will Take Care of You" (Traditional) - 9:00
8. オールド・ランドマーク - "Old Landmark" (A.M. Bruner) - 2:56
9. マリアよ泣くなかれ - "Mary, Don't You Weep" (I. Andrews) - 8:21
10. 生命は永遠に - "Never Grow Old" (Traditional) - 15:27
11. C.L.フランクリン師の言葉 - "Remarks by Reverend C.L. Franklin" - 7:52
12. 尊きおもいで - "Precious Memories" (Traditional) - 7:49
13. マイ・スウィート・ロード - "My Sweet Lord" (G. Harrison) - 0:39

## 参加ミュージシャン
- アレサ・フランクリン - ボーカル、ピアノ(on "Wholy Holy", "Never Grow Old")、チェレスタ(on "What a Friend We Have in Jesus")
- ジェイムス・クリーヴランド - デュエット・ボーカル(on "Precious Memories")、ピアノ、クワイア・ディレクター
- C・L・フランクリン - スピーチ(on "Remarks by Reverend C.L. Franklin")
- ケネス・ルッパー - オルガン
- コーネル・デュプリー - ギター
- チャック・レイニー - ベース
- バーナード・パーディ - ドラムス
- パンチョ・モラレス - コンガ
- サザン・カリフォルニア・コミュニティ・クワイア（英語版） - クワイア